# Schönburg
Schönburg es un municipio situado en el distrito de Burgenland, en el estado federado de Sajonia-Anhalt (Alemania), a una altitud de 151 metros. Su población a finales de 2015 era de unos 1070 habitantes y su densidad poblacional, 72 hab/km².
Se encuentra a la orilla del río Saale, un afluente por la izquierda del río Elba.